# طيور وحشية
التيراتورنيس (باليونانية:Τερατορνις؛ "طائر وحش") هي مجموعة منقرضة من طيور جارحة ضخمة عاشت في أمريكا الشمالية والجنوبية من عصر الإيوسين إلى عصر البليستوسين، وهي تتضمن بعض الطيور من أكبر الأنواع المعروفة.

## التصنيف
التيراتورنيثيات تمت بصلة قرابة إلى نسور العالم الجديد.

## قراءات إضافية
- Rhys, David (1980). "Argentavis magnificens: World's Largest Flying Bird". Origins. ج. 7 ع. 2: 87–88. مؤرشف من الأصل في 2018-09-23.

## وصلات خارجية
- Vulture Territory Facts and Characteristics: Teratorns